# Mesa Boogie
Mesa/Boogie (označována také jako Mesa Engineering) je firma sídlící ve městě Petaluma v Kalifornii, která vyrábí zesilovače pro elektrické a basové kytary. V provozu je od roku 1969.
Firmu Mesa založil Randall Smith jako malou opravnu, která upravovala komba Fender, aby měla více gainu. Mezi významné zákazníky tehdy patřili i Carlos Santana a Keith Richards ze skupiny Rolling Stones, kteří pomohli rozšířit dobrou pověst Mesa/Boogie jako výrobce zesilovačů.

## Produkty současnosti

### Řada Mark

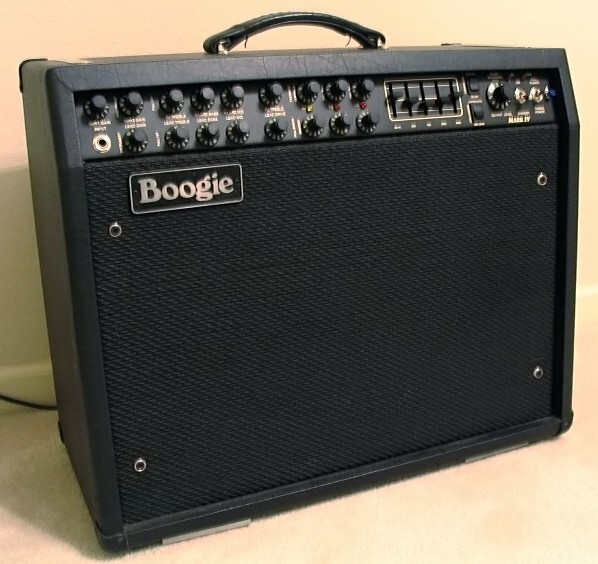
Mesa Boogie Mark IV

Výrobková řada zesilovačů Mark byla vlajkovou lodí firmy před uvedením řady Rectifier. Jedná se o zesilovače Mark I až Mark V.
Výroba Mark IV a znovu obnoveného Mark I byla ukončena v roce 2008. Jako novinku pro rok 2009 uvedla Mesa na trh Mark V.

### Řada Rectifier
Rectifiery, v modellingu zesilovačů často nazývané "Recto", posloužily v 90. letech k úspěchu nu- a heavy-metalových kapel, které používají přeladěné sedmistrunné kytary. Základní varianty jsou:
- Single Rectifier
- Dual Rectifier
- Triple Rectifier

Dále existuje Tremoverb a Rectoverb.

### Stiletto
V roce 2004 se objevil Stiletto "Stage I" a byl navržen jako varianta Rectifierů s britským nádechem. Byla to reakce na hudebníky, kteří používali zesilovače značky Marshall kombinované se zesilovači Mesa/Boogie. Vyráběly se dva modely - Deuce a Trident. Obojí se standardně dodávalo s elektronkami EL34.
Deuce je 100W hlava, jejíž hlavní součástí jsou čtyři elektronky EL34 a kterou usměrňují dvě elektronky 5U4. Trident má největší výkon z řady Stiletto s přepínáním výkonu mezi 50W a 150W. Má šest EL34 a na usměrnění tři 5U4.
Od roku 2006 se začaly všechny předcházející modely označovat jako "Stage I" a místo nich se začaly vyrábět modely ve verzi "Stage II". Jako první to byl Ace. Je to 50W zesilovač, který se dělá ve více provedeních. Přístroje Stage II mají vlastnosti, které první řada neměla. Těmito vlastnostmi je jiné pojetí zvuku, dva nové módy pro čistý zvuk označované "Fat" a "Tite", mód "Fluid Drive" a rychlejší zdroj napětí. Maloobchodní cena je o trochu vyšší než u Rectifierů.

### Předzesilovače

#### Triaxis
Rackový předzesilovač s pěti "lampami" zkonstruovaný tak, aby umožnil mít v jednom zařízení všechny zesilovače z řady "Mark". Vybrat se dá z osmi základních módů, ve kterých jsou k dispozici Mark I, Mark IIC+, Mark III a Mark IV. Přístroj se dá ovládat přes MIDI.

## Kdo výrobky Mesa/Boogie používá/používal
- Mark Tremonti ze skupiny Creed a Alter Bridge
- Buckethead
- Jerry Cantrell
- Les Claypool
- Kurt Cobain
- David Gilmour ze skupiny Pink Floyd
- Dave Grohl ze skupiny Foo Fighters
- Allan Holdsworth
- Adam Jones of Tool
- Steve Lukather
- Metallica
- Ed O'Brien ze skupiny Radiohead
- John Petrucci a John Myung ze skupiny Dream Theater
- Prince
- John Scofield
- Andy Summers ze skupiny The Police
- Pete Townshend ze skupiny The Who
- Ron Wood
- Frank Zappa[1]
- Tom DeLonge ze skupiny Blink-182